# Spláví
Splávím se rozumí vodním tokem unášený cizorodý materiál přírodního i umělého původu - listí, větve, odpadky, kadavera a pod., na rozdíl od splavenin, což je materiál říčního koryta.
Na vodních dílech jsou na vtocích do přivaděčů vodních elektráren a pod. instalovány česle, které spláví zachycují. Česle se pravidelně strojně nebo na malých dílech i ručně čistí a zachycené spláví (zde jako tzv. shrabky) se zpravidla skládkuje jako odpad. 